# Zoonenberg
Der Zoonenberg ist ein 401,9 m hoher Berg in Trier-Ehrang, Rheinland-Pfalz. Er gehört zum Waldgebiet Meulenwald in der südlichen Eifel.
Er liegt im Ehranger Wald zwischen Kordel-Hochmark im Westen, Rodt (Zemmer) im Norden und Schweich im Osten.
Westlich fließt der Lohrbach zur Kyll, östlich der Quintbach zur Mosel.
Neben dem Kuppensteiner Wild (427 m) und dem Schellberg (425 m) ist der Zoonenberg der dritthöchste Berg von Trier.
Die Bildcheseiche steht südwestlich des Gipfels, siehe dazu die Liste der Naturdenkmale in Trier.